# اندیس آنومالی کلاته فیضی
آنومالی کلاته فیضی یک اندیس فلزی است که در حوالی شهر سبزوار استان خراسان قرار دارد و مادهٔ معدنی موجود در آن، طلا است. سنگ میزبان این اندیس توف اسیدی، بازالت‌های جوان سیلیسی شده و برش ولکانیکی است و دیرینگی آن به دوران ائوسن می‌رسد. در این اندیس، پاراژنز‌های طلا و نقره یافت می‌شوند.